# هاربين زد-19
هاربين زد-19 (بالإنجليزية: Harbin Z-19)‏، وتعرف أيضا باسم دبليو زد-19 (بالإنجليزية: WZ-19)‏ هي مروحية هجومية واستطلاع صينية، طورتها شركة هاربين لصناعة الطائرات (HAMC) لجيش التحرير الشعبي الصيني سلاح جو جيش التحرير الشعبي وسلاح الجو بالقوات البرية. وقد تم بناؤه باستخدام مكونات من هاربين زد-9 وهي نسخة إصدار من يوروكوبتر دوفين التي تبنى بترخيص.

## مواصفات (Z-19)

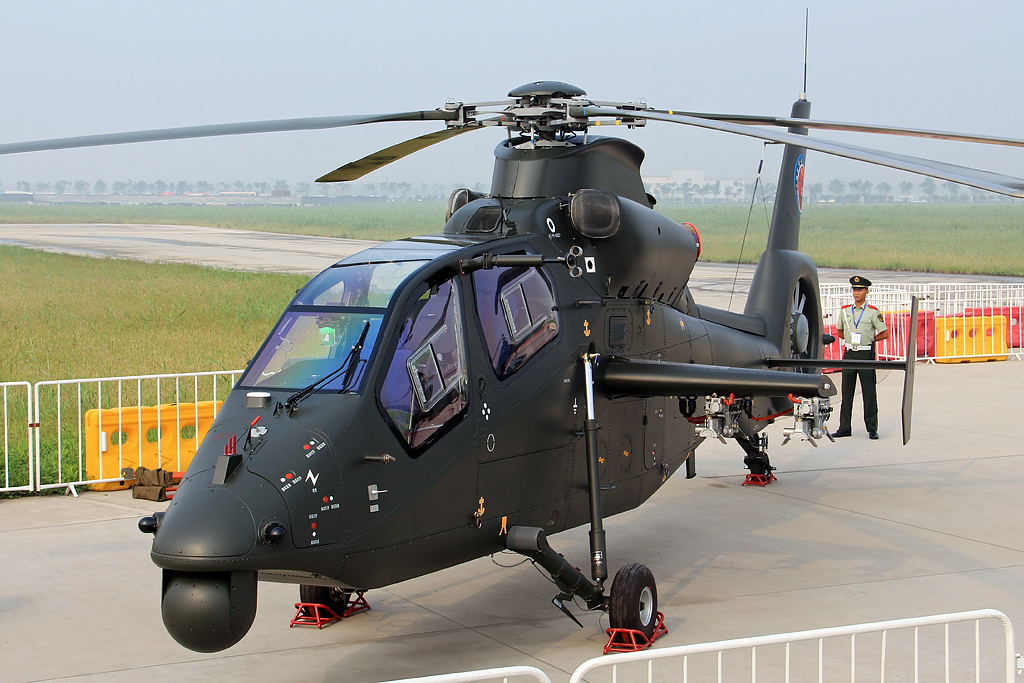
هاربين Z-19 في معرض الصين لطائرات الهليكوبتر، تيانجين 2013

الخصائص العامة
- طاقم: اثنان، طيار ومراقب
- طول: 12 م (39 قدم 4 بوصة)
- ارتفاع: 4.01 م (13 قدم 2 بوصة)
- الوزن فارغة: 2,350 كـغ (5,181 رطل)
- وزن الإقلاع الأقصى: 4,500 كـغ (9,921 رطل)
- محركات: 2 × WZ-8C محرك عمود دوران توربيني،, 700 كـو (940 حصان) الواحد
- قطر الدوار الرئيسي:  11.93 م (39 قدم 2 بوصة)
- مساحة الدوار الرئيسي: 111.79 م2 (1,203.3 قدم2)

أداء
- السرعة القصوى: 280 كم/س (174 ميل/س؛ 151 عقدة)
- سرعة العبور: 245 كم/س (152 ميل/س؛ 132 عقدة)
- مدى: 700 كـم (435 ميل؛ 378 nmi)
- قدرة التحمل: 4 ساعات
- سقف الخدمة: 6,000 م (19,685 قدم)
- معدل الصعود: 9 م/ث (1,800 قدم/د)

تسليح

- 2*مخازن على الصرح للصواريخ، قرون قاذف ، 8* اتش ج -8 أو صواريخ مضادة للدبابات الأخرى، 8*TY-90 صواريخ جو-جو.[3]

## وصلات خارجية
- AirForceWorld.com WZ-19 Attacker Helicopter